# The Mass
The Mass — третий студийный альбом группы Era, выпущенный в 2003 году. Во Франции  и Швейцарии  был оценён как платиновый.

## Список композиций
| №   | Название                | Длительность |
| --- | ----------------------- | ------------ |
| 1.  | «The Mass»              | 3:43         |
| 2.  | «Looking For Something» | 4:11         |
| 3.  | «Don't Go Away»         | 4:26         |
| 4.  | «Don't You Forget»      | 3:43         |
| 5.  | «If You Shout»          | 3:51         |
| 6.  | «Avemano Orchestral»    | 4:23         |
| 7.  | «Enae Volare»           | 3:37         |
| 8.  | «Sombre Day»            | 3:43         |
| 9.  | «Voxifera»              | 4:23         |
| 10. | «The Champions»         | 3:30         |

## Чарты
| Чарт                               | Лучшая позиция |
| ---------------------------------- | -------------- |
| Австрийский альбом-чарт            | 17             |
| Бельгийский альбом-чарт (Валлония) | 5              |
| Бельгийский альбом-чарт (Фландрия) | 43             |
| Итальянский альбом-чарт            | 1              |
| Нидерландский альбом-чарт          | 10             |
| Португальский альбом-чарт          | 9              |
| Французский альбом-чарт            | 4              |
| Швейцарский альбом-чарт            | 2              |
| Шведский альбом-чарт               | 10             |